# Европско првенство у атлетици у дворани 1981 — скок увис за жене
Такмичење у скоку увис у женској конкуренцији на 12. Европском првенству у атлетици у дворани 1981. године одржано је 22. фебруара. у Палати спортова у Греноблу, Француска,
Титулу европске првакиње освојену на Европском првенству у дворани 1990. у Зинделфинген одбранила је Сара Симеони из Италије.

## Земље учеснице
Учествовалло је 13 такмичарки из 9 земаља.
1. Мађарска (1)
2. Италија (3)
3. Холандија (1)
4. Пољска (2)
5. Совјетски Савез (1)
6. Шведска (1)
7. Швајцарска (1)
8. Западна Немачка (2)
9. Југославија (1)

## Рекорди
| Рекорди пре почетка Европског првенства у дворани 1981.     | Рекорди пре почетка Европског првенства у дворани 1981. | Рекорди пре почетка Европског првенства у дворани 1981. | Рекорди пре почетка Европског првенства у дворани 1981. | Рекорди пре почетка Европског првенства у дворани 1981. | Рекорди пре почетка Европског првенства у дворани 1981. |
| ----------------------------------------------------------- | ------------------------------------------------------- | ------------------------------------------------------- | ------------------------------------------------------- | ------------------------------------------------------- | ------------------------------------------------------- |
| Светски рекорд у дворани                                    | Андреа Матаи                                            | Мађарска                                                | 1,98                                                    | Будимпешта, Мађарска                                    | 17. фебруар 1979.                                       |
| Европски рекорд у дворани                                   | Андреа Матаи                                            | Мађарска                                                | 1,98                                                    | Будимпешта, Мађарска                                    | 17. фебруар 1979.                                       |
| Рекорди европских првенстава у дворани                      | Сара Симеони                                            | Италија                                                 | 1,95                                                    | Зинделфинген, (Западна Немачка)                         | 1, март 1980.                                           |
| Рекорди после завршеног Европског првенства у дворани 1981. |                                                         |                                                         |                                                         |                                                         |                                                         |
| Нових рекорда није било.                                    |                                                         |                                                         |                                                         |                                                         |                                                         |

## Освајачи медаља
|                      |                         |                      |
| Сара Симеони Италија | Елжбјета Кравчук Пољска | Уршула Кјелан Пољска |

## Резултати
|     | Атлетичарка        | Земља             | Резултат | Белешка |
| --- | ------------------ | ----------------- | -------- | ------- |
|     | Сара Симеони       | Италија           | 1,97     | РЕПд    |
|     | Елжбјета Кравчук   | Пољска            | 1,94     |         |
|     | Уршула Кјелан      | Пољска            | 1,94     |         |
| 4.  | Урлике Мајнфарт    | Западна Немачка   | 1,88     |         |
| 5.  | ПЈасмин Фишер      | Западна Немачка   | 1,88     |         |
| 6.  | Емесе Бела         | Мађарска          | 1,85     |         |
| 7.  | Сисан Лоненсон     | Шведска           | 1,85     |         |
| 8.  | Донатела Булфони   | Италија           | 1,85     |         |
| 9.  | Марина Секова      | { Совјетски Савез | 1,85     |         |
| 10. | Маријане Овеватњер | Холандија         | 1,80     |         |
| 11. | Габи Мајер         | Швајцарска        | 1,80     |         |
| 12. | Сандра Дини        | Италија           | 1,80     |         |
| 13. | Лидија Бенедетич   | Југославија       | 1,75     |         |

## Укупни биланс медаља у скоку увис за жене после 12. Европског првенства у дворани 1970—1981
|     | Земља           |    |    |    |    |
| --- | --------------- | -- | -- | -- | -- |
| 1.  | Источна Немачка | 4  | 2  | 2  | 8  |
| 2.  | Италија         | 4  | 0  | 0  | 4  |
| 3.  | Чехословачка    | 1  | 1  | 2  | 4  |
| 4.  | Мађарска        | 1  | 1  | 1  | 3  |
| 5.  | Бугарска        | 1  | 0  | 1  | 2  |
| 6.  | Аустрија        | 1  | 0  | 0  | 1  |
| 7.  | Западна Немачка | 0  | 3  | 1  | 4  |
| 8.  | Пољска          | 0  | 2  | 3  | 5  |
| 9.  | Румунија        | 0  | 1  | 1  | 2  |
| 10. | Француска       | 0  | 1  | 0  | 1  |
| 10. | Совјетски Савез | 0  | 1  | 0  | 1  |
| 12. | Холандија       | 0  | 0  | 1  | 1  |
|     | Укупно {12}     | 12 | 12 | 12 | 36 |

|       | Атлетичарка        | Земља           |   |   |   |   |
| ----- | ------------------ | --------------- | - | - | - | - |
| 1.    | Сара Симеони       | Италија         | 4 | 0 | 0 | 4 |
| 2.    | Роземари Акерман   | Источна Немачка | 3 | 0 | 0 | 3 |
| 3.    | Милада Карбанова   | Чехословачка    | 1 | 1 | 2 | 4 |
| 4.    | Андреа Матаи       | Мађарска        | 1 | 1 | 0 | 2 |
| 5.    | Рита Шмит          | Источна Немачка | 1 | 0 | 2 | 3 |
| 6.    | Јорданка Благоева  | Бугарска        | 1 | 0 | 1 | 2 |
| 7.    | Рита Гилдемајстер  | Источна Немачка | 0 | 2 | 0 | 2 |
| 7.    | Бригите Холлцаплер | Западна Немачка | 0 | 2 | 0 | 2 |
| 9,    | Урсула Кјелан      | Пољска          | 0 | 1 | 3 | 4 |
| \|10. | Корнелија Попеску  | Румунија        | 0 | 1 | 1 | 2 |
| \|10. | Улрике Мејфарт     | Западна Немачка | 0 | 1 | 1 | 2 |